# Bahnhof Hamburg-Wandsbek
Der Bahnhof Hamburg-Wandsbek ist ein seit dem 12. Dezember 2021 nicht mehr vom Personenverkehr bedienter Haltepunkt des Regionalverkehrs im Hamburger Stadtteil Marienthal. Er entstand 1865 beim Bau der Eisenbahnstrecke Hamburg–Lübeck, die hier das Wandsbeker Gehölz durchschneidet. Seit 1902 zweigt westlich des Personenbahnhofs die Güterumgehungsbahn Hamburg ab. Östlich des Personenbahnhofs befinden sich die Anlagen des Güterbahnhofs Hamburg-Wandsbek. Zwischen 1916 und 1966 begann noch weiter östlich die meterspurige Wandsbeker Industriebahn, die neben anderen Unternehmen vor allem das Wandsbeker Hefewerke (heute Ohly) versorgte. Die Eisenbahnstrecke hat entscheidend zum wirtschaftlichen Wachstum beigetragen. So siedelten sich mit der Industrialisierungswelle Ende des 19. Jahrhunderts etliche Gewerbebetriebe und Fabriken an, darunter Firmen aus der Süßwaren- und Tabakbranche.

## Geschichte
Bereits 1875/76 wurde die Strecke von Lübeck nach Hamburg zweigleisig ausgebaut. Unter Walther Brecht, zu jener Zeit vorsitzender Direktor der Lübeck-Büchener Eisenbahngesellschaft, wurde später auch ein Durchgangszug-Verkehr nach Kopenhagen und Stettin eingerichtet, diese Züge hielten auch in Wandsbek. Bedingt durch die Bauliche Reorganisation wurde der Bahnhof modernisiert.
Der Bahnhof trug zunächst die Bezeichnung Wandsbeck wie die gleichnamige Stadt, bevor er in Folge des Groß-Hamburg-Gesetzes zum 1. April 1938 in Hamburg-Wandsbek umbezeichnet wurde.
Im Zuge des Neubaus der S-Bahn-Linie S4 nach Rahlstedt wurde der Bahnhof am 12. Dezember 2021 als Personenzughalt geschlossen, der zuletzt täglich von 750 Fahrgästen auf der Linie RB 81 (Hamburg–Bad Oldesloe) genutzt wurde. Der Bahnsteig, die Hinweisschilder, das Dach, die Beleuchtung und der Aufzug werden entfernt. Erhalten bleibt das unter Denkmalschutz stehende Bahnhofsgebäude samt Gaststätte. Die Bauarbeiten für zwei neue Haltestationen haben begonnen: Claudiusstraße 300 Meter westlich und Bovestraße etwa 300 Meter östlich vom alten Bahnhof. Durch die Verlagerung sollen der Umstieg auf mehrere HVV-Buslinien erleichtert und die Wege zur Asklepios Klinik Wandsbek und zum Wandsbeker Marktplatz verkürzt werden.

## Anlage und Gebäude
Der Bahnhof hatte einen teilweise überdachten Mittelbahnsteig, der über eine Unterführung erreicht wurde. Bis in die frühen 1990er Jahre befand sich gegenüber dem Treppenaufgang ein kleiner Zeitungskiosk. An seiner Stelle wurde im Jahr 2003 ein Aufzug eingebaut. Die Unterführung wird ab Sommer 2025 abgerissen und erneuert. Der Personentunnel wird dann für zwei Jahre gesperrt.
Der Bahnsteig wurde 2003 erneuert und erhielt ein neues Dach, neue Hinweisschilder sowie eine neue Beleuchtung. Die vorherigen Schilder waren schmal und zweizeilig (1. Zeile „Hamburg“, 2. Zeile „Wandsbek“) mit schwarzen Großbuchstaben auf weißem Emaille-Hintergrund, jeweils mittig an Lichtmasten befestigt verteilt auf dem teils noch nicht überdachten Bahnsteig. Die mit dem Bau des neuen Daches angebrachten Schilder waren dagegen einzeilig und dadurch länger im neuen dunkelblauen Design der Deutschen Bahn AG seit Ende der 1990er Jahre.
Östlich des Bahnsteiges befinden sich südlich der Streckengleise einige Ausweich- und Ladegleise des ehemaligen Güterbahnhofs. Die meisten ehemaligen Gütergleise wurden jedoch zurückgebaut. Ein nicht mehr von der DB genutzter Güterschuppen ist noch vorhanden.
Das dreiteilige Gebäude wurde 1865 eröffnet. Der eingeschossige Mitteltrakt war ursprünglich mit Giebel und Uhr geschmückt. Seitlich sind zwei zweigeschossige Trakte angefügt, die als Eingangs- und Ausgangshalle dienten. Der östliche Trakt wurde nach Kriegszerstörung in veränderter Form wieder aufgebaut. Trotz der Veränderungen steht der Putzbau mit seinen zeitüblichen klassizistischen Einzelformen unter Denkmalschutz. Im Gebäude gibt es heute unter anderem eine Gaststätte.

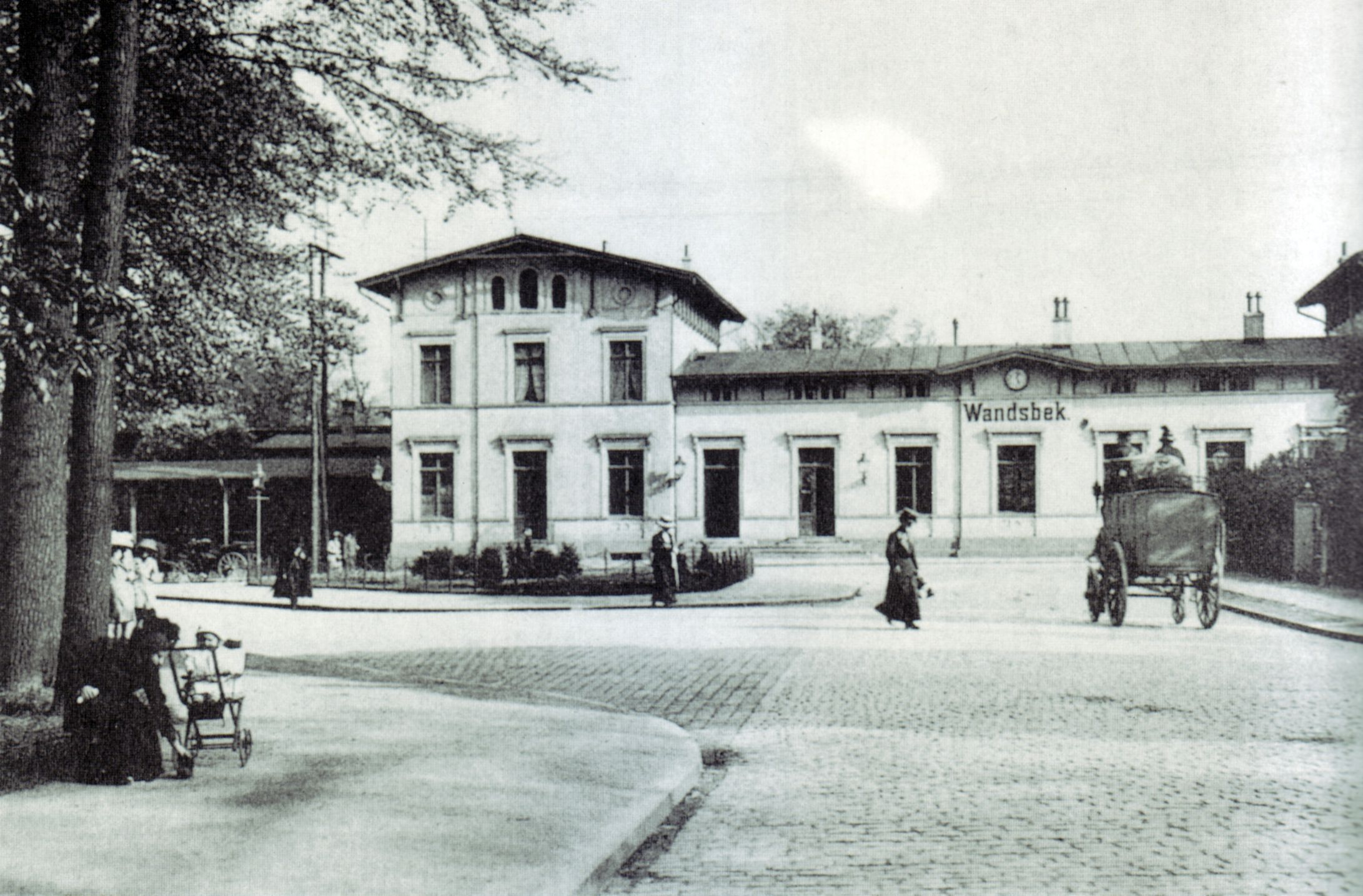
Bahnhof um 1900
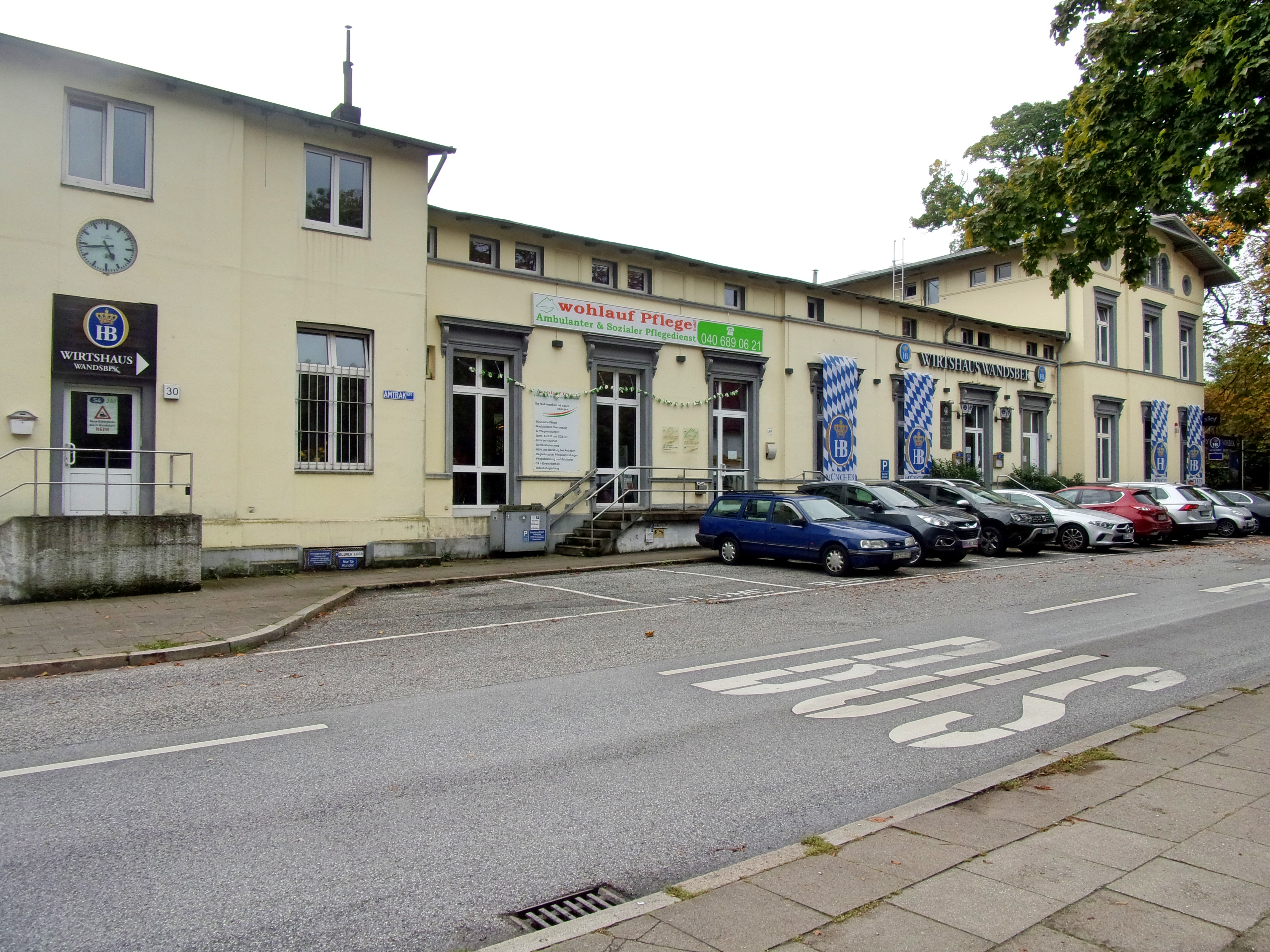
Straßenansicht mit veränderter Osthalle (2019)
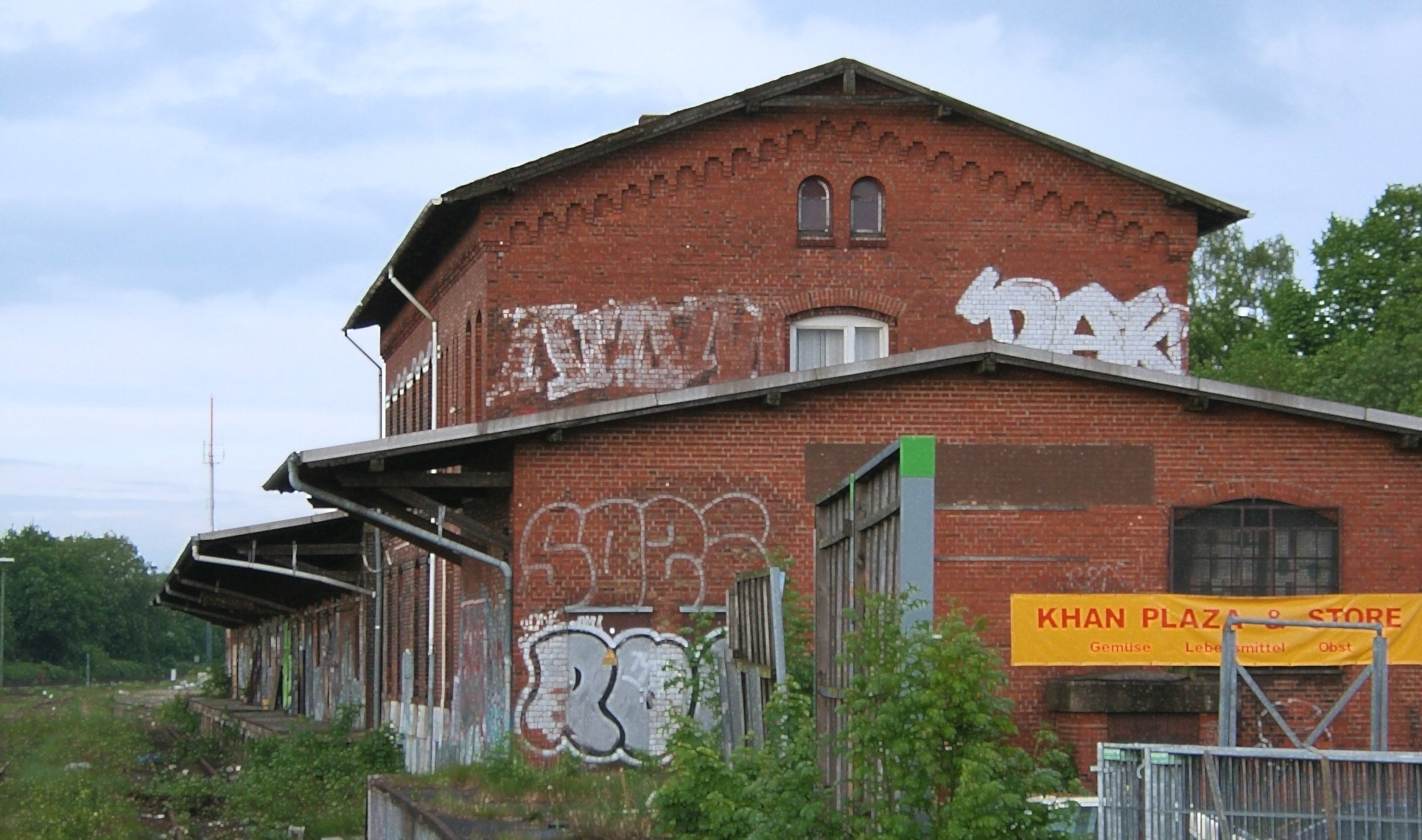
Schuppen des ehemaligen Güterbahnhofs